# Acid ibandronic
Acidul ibandronic, utilizat și sub formă de ibandronat sodic (cu denumirea comercială Ossica), este un medicament din clasa bisfosfonaților, fiind utilizat în tratamentul osteoporozei și al fracturilor asociate cu metastaze la pacienții cu cancer. Căile de administrare disponibile sunt intravenoasă și orală.
Substanța a fost patentată în 1986 de Boehringer Mannheim și aprobată pentru uz medical în 1996.

## Utilizări medicale
Acidul ibandronic este utilizat în tratamentul osteoporozei în perioada de post–menopauză la femeile adulte, cu risc crescut de fracturi, fiind eficace în a reduce riscul de fracturi vertebrale. Mai poate fi utilizat pentru tratamentul hipercalcemiei.